# Enrique Zuleta
Enrique Manuel Zuleta (La Rioja, ca. 1879 - 1953) fue un político e ingeniero hidráulico argentino, perteneciente al Partido Justicialista, que ocupó el cargo de Gobernador de La Rioja entre 1949 a junio de 1952.

## Carrera
Si bien había nacido en la provincia de La Rioja, residió poco en ella antes de su elección como gobernador, ya que vivía en la provincia de Mendoza.
Había participado en el equipo de reconstrucción de la ciudad de San Juan tras el terremoto de 1944 y en diversos proyectos estatales en distintas provincias, como un proyecto de riego para el partido de Patagones, en Buenos Aires.
Durante su gestión como gobernador, además de realizarse obras hidráulicas, como perforaciones en los llanos para obtener agua; también se encargó la redacción de los códigos procesal y civil de su provincia a los juristas Oscar Vera Barros y Mario De la Fuente respectivamente y se creó un vivero olivícola. Debido a su avanzada edad padeció dolencias que lo obligaron a estar un tiempo en licencia en 1950, recuperándose más tarde.
Murió a los pocos meses de dejar el cargo de gobernador en 1952. Fue padre del historiador Enrique Zuleta Álvarez y abuelo del encuestador Enrique Zuleta Puceiro.